# Verzinum patens
Verzinum patens là một loài thực vật có hoa trong họ Đậu. Loài này được (Murray) Raf. miêu tả khoa học đầu tiên năm 1838.